# April 2024
Dit artikel geeft een chronologisch overzicht van de belangrijkste gebeurtenissen per dag in de maand april van het jaar 2024.

## Gebeurtenissen

### 1 april
- Het bijgebouw van het Iraanse consulaat in Damascus in Syrië wordt verwoest door een Israëlische luchtaanval. Zestien mensen komen om het leven, onder wie een hoge commandant van de Quds Force van de Islamitische Revolutionaire Garde (IRGC), brigadegeneraal Mohammad Reza Zahedi. (Lees verder)

### 3 april
- Taiwan wordt getroffen door een aardbeving met een kracht van 7,2 op de schaal van Richter. Er vallen zeker 9 doden en ca. 1000 gewonden, ook is er veel schade aan gebouwen. Het epicentrum van de beving ligt in zee, op ca. 25 kilometer van Hualien. (Lees verder)

### 6 april
- In de rivier de Oeral bij de Russische stad Orsk breekt een dam door, dit leidt tot evacuaties stroomafwaarts in Rusland en Kazachstan. Enkele dagen later begeeft ook een tweede dam.[1]

- De Slowaakse presidentskandidaat Peter Pellegrini (van Hlas–SD) wint met ca. 54% van de stemmen de verkiezingen van Ivan Korcok. Pellegrini wordt hiermee de zesde president van Slowakije.

### 13 april
- De Iraanse Revolutionaire Garde vuurt een reeks drones en raketten af op militaire doelwitten in Israël, als vergelding voor de Israëlische luchtaanval op de Iraanse ambassade in Damascus 12 dagen eerder. Het overgrote deel van de Iraanse projectielen wordt tijdig onderschept. (Lees verder)

### april
- Een schrein met een reliek van de heilige Bernadette Soubirous reist door alle zeven Nederlandse bisdommen.

## Overleden
<< · januari · februari · maart · april · mei · juni · juli · augustus · september · oktober · november · december · >>